# Marcionílio Souza
Marcionílio Souza este un oraș în statul Bahia (BA) din Brazilia.